# Parámetros UTM
Los parámetros UTM (Urchin Tracking Module, «módulo de seguimiento Urchin») son parámetros de URL que usa Google para medir la efectividad de campañas de marketing de URLs únicas. Cuando se usan diversas campañas y medios de publicación, el uso de estos parámetros en la URL de acceso al sitio, junto con el uso de Google Analytics o Adobe Analytics en el servidor, permiten al servidor identificar la campaña concreta que dirige el tráfico a ese sitio web.
Fueron introducidos por el proyecto Urchin, creado por la empresa epónima y adquirido en 2005 por Google para relanzarse como Google Analytics. Los parámetros UTM en una URL identifican la campaña que dirige el tráfico a un sitio web determinado, y lo atribuyen a la sesión HTTP, junto con cualquier sesión posterior hasta que expire la ventana de atribución de la campaña. Los parámetros pueden ser analizados por herramientas de análisis web y utilizados para generar informes.

## Uso
Para definir y añadir los parámetros UTM deseados a las URL correspondientes, los especialistas en mercadotecnia usan generalmente herramientas de construcción de URL basados en hojas de cálculo o herramientas automatizadas de construcción de URL, como Google URL Builder.

## Parámetros
A continuación, se muestra una URL de ejemplo, con los parámetros UTM destacados a continuación del signo de interrogación (?):
```
https://www.ejemplo.com/page?
utm_content=buffercf3b2&utm_medium=social&utm_source=facebook.com&utm_campaign=buffer
```

Hay cinco parámetros UTM diferentes, que se pueden utilizar en cualquier orden:
| Parámetro                  | Propósito | Ejemplos                                    |
| -------------------------- | --- | ------------------------------------------- |
| utm_source (obligatorio)   | Identifica el sitio de origen del tráfico, y es un parámetro obligatorio. | utm_source=Google                           |
| utm_medium (obligatorio)   | Identifica el tipo de enlace utilizado, como puede ser el coste por clic o el correo electrónico, y es un parámetro obligatorio.                                                 | utm_medium=cpc                              |
| utm_campaign (obligatorio) | Identifica la promoción de un producto específico o una campaña estratégica, y es un parámetro obligatorio.                                                                      | utm_campaign=spring_sale                    |
| utm_term                   | Identifica términos de búsqueda. | utm_term=running+shoes                      |
| utm_content                | Identifica específicamente qué se ha pinchado para llevar al usuario al sitio, como un banner o un enlace de texto. Se usa habitualmente para tests A/B y anuncios contextuales. | utm_content=logolink o utm_content=textlink |